# Chad Ryland
Chad Michael Ryland (Lebanon, Pensilvania; 15 de octubre de 1999) más conocido como Chad Ryland, es un jugador profesional estadounidense de fútbol americano, se desempeña en la posición de placekicker en New England Patriots, en la National Football League (NFL).

## Carrera
Hizo su debut profesional con el equipo New England Patriots, lleva jugando una temporada, comenzó en el 2023.